# テレビのおばちゃま
『テレビのおばちゃま』は、1957年から1965年まで日本テレビ系列で放映されていた子供向け番組。

## 概要
第一部人形劇、第二部マンガ劇場、第三部おばちゃまによる歌とお話、三本立て構成の子供向け番組。

## 放送時間
日本テレビ系　月～土9:35-10:00→8:20-8:45→8:15-8:40→8:05-8:30→8:00-8:25→8:00-8:20→8:00-8:25→7:50-8:15

## 出演者

### 司会者（"おばちゃま"役）
原則として2〜3人の”おばちゃま"（司会）役の女性がそれぞれ1ヶ月交代で進行に当たる形が採られていた。
- 北村季佐子（初代司会）
- 藤田妙子（初代司会）
- 仲田安津子（初代司会）
- 飯田博子
- 谷口歌子
- 笠置八千代
- 田中紀久子
- 松島みのり（末期の司会）
- 古賀さと子（同上）
- 高山佳子（同上）

### コーナー担当
- はせさん治
- 江木俊夫
- 水森亜土　ほか

## 提供
長期に渡って講談社の一社提供だったが、最末期（1965年4月以降）は学研の一社提供となった。